# Equatore

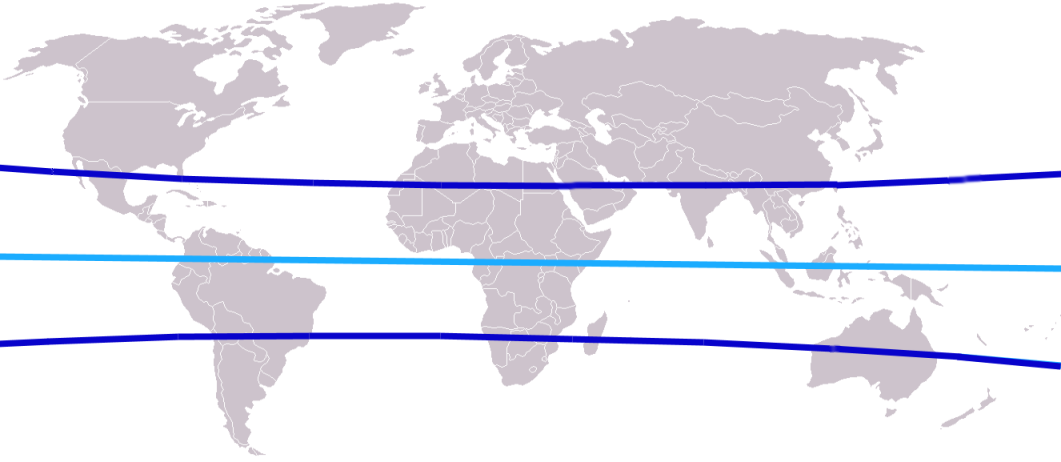
Equatore e tropici della Terra

L'equatore è la circonferenza massima della superficie di un corpo celeste perpendicolare all'asse di rotazione e quindi equidistante dai poli. La latitudine dell'equatore è, per definizione, pari a 0°0′0″. L'equatore divide un corpo celeste in due emisferi comunemente detti emisfero boreale ed emisfero australe.

## L'equatore terrestre
L'equatore terrestre è la linea immaginaria formata dall'intersezione della superficie della Terra con un piano perpendicolare all'asse di rotazione terrestre e passante per il centro. L'equatore divide la Terra in due emisferi; quello contenente il Polo Nord viene detto emisfero boreale (o emisfero Nord terrestre), mentre quello contenente il Polo Sud è chiamato emisfero australe (o emisfero Sud terrestre). Ai punti posti sull'equatore viene assegnata latitudine 0.
L'equatore terrestre è, con il Circolo polare artico, Tropico del Cancro, Tropico del Capricorno e Circolo Polare Antartico, uno dei cinque paralleli di riferimento ed è quello più lungo in assoluto.
La lunghezza dell'equatore terrestre è di circa 40076 km.
La distanza (geodetica) tra l'equatore e uno dei due poli è dunque di circa 10 000 km. All'equatore il Sole è allo zenit al mezzogiorno degli equinozi (due volte l'anno) e il dì e la notte hanno sempre una durata quasi identica. La fascia attorno all'equatore, delimitata dai due tropici, è quella in cui il Sole, in alcuni periodi dell'anno, si trova allo zenit vero e proprio, ovvero 90 gradi esatti di elevazione sull'orizzonte nel centro preciso del disco solare (anche se il termine zenit è usato per la massima declinazione solare giornaliera e annuale di ciascuna località).
Lungo la linea immaginaria equatoriale il Sole sorge ogni giorno appena prima delle 6:00 e tramonta appena dopo le 18:00 (escludendo l'orario esatto per ogni posto dettato sempre dalla longitudine all'interno del fuso orario ed eventualmente dall'applicazione dell'ora legale durante tutto l'anno); quindi il dì tecnicamente dura impercettibilmente più di dodici ore. Ciò a causa della curvatura della Terra e della presenza dell'atmosfera, difatti in ogni luogo del Mondo il Sole deve raggiungere una declinazione negativa all'orizzonte per tramontarne totalmente dietro. Questa declinazione per il diametro apparente del disco solare assieme alla presenza dell'atmosfera che diffonde la luce equivale mediamente a −0,833 gradi.
Lo stesso passaggio viene percorso all'alba, in senso contrario, quando il Sole da −0,833 gradi passa a 0,27 gradi per sorgere interamente sopra l'orizzonte. Il dì, sulla linea immaginaria equatoriale, tecnicamente varia da poco meno di 12 ore 6 minuti e mezzo a poco più di 12 ore 7 minuti e mezzo. L'inclinazione massima dei raggi è costantemente molto forte e varia da 66, 56 centesimi di grado a 90 gradi (raggiunti due volte nell'esatto centro del disco solare durante gli equinozi) per tutto l'anno. La parabola apparente del disco solare è fortemente accentuata in altezza e molto meno in larghezza all'interno dei 360 gradi della "cupola celeste" (o volta celeste). Nell'ora meridiana il Sole estremamente alto in cielo transita, quasi alla medesima elevazione, dall'Est all'Ovest delle coordinate celesti passando per l'azimut 180 (mezzogiorno) o l'azimut 0 secondo il periodo dell'anno (culmine a Nord), per poi ricalare a picco. Solo dall'equatore è visibile l'intero cielo, e non esistono stelle circumpolari: tutti gli astri, quindi, tramontano.

## Clima
Il clima della fascia equatoriale presenta temperature medie alte e stabili tutto l'anno e in genere con basso scarto tra temperature minime e massime, umidità relativa media molto alta, piogge giornaliere e abbondanti. Man mano che ci si allontana dall'equatore le piogge sono meno frequenti. Grazie alle piogge costanti si è formata la foresta equatoriale.

## Territori attraversati dall'equatore
L'equatore attraversa le terre e/o i mari di 13 territori; questi sono:
- São Tomé e Príncipe – passa attraverso l'isola di Ilhéu das Rolas.
- Gabon
- Repubblica del Congo
- Repubblica Democratica del Congo
- Uganda
- Kenya
- Somalia
- Maldive – non attraversa nessuna terra ma passa nel tratto di mare tra gli atolli di Gaafu Dhaalu e di Gnaviyani.
- Indonesia
  - Sumatra – attraversa anche due piccole isole: Tanah Masa (a ovest) e Lingga (a est)
  - Borneo
  - Sulawesi
  - Halmahera – attraversa anche due piccole isole Kayoa (a ovest) e Gebe (a est).
  - Kawe – una piccola isola vicino a Waigeo e altre piccole isole.
- Kiribati – passa in mare, vicino a diverse isole dell'arcipelago.
  - Isole Gilbert – attraversa il tratto di mare tra gli atolli di Aranuka e Nonouti.
  - Sporadi equatoriali – passa tra l'isola Christmas e l'atollo di Malden.
- Ecuador – attraversa sia la parte continentale sia le isole della nazione. Qui si trova il punto più elevato raggiunto e l’unico ghiacciaio attraversato dall’equatore.
  - Galápagos – attraversa l'isola di Isabela.
- Colombia
- Brasile